# Paula Sage
Paula Sage (* 1980, Cumbernauld) je skotská herečka a netballistka. Trpí Downovým syndromem a vystupuje oficiálně i neoficiálně často jako obhájkyně lidí, kteří tímto onemocněním také trpí. Hrála ve skotském filmu AfterLife (2003) a její herecký výkon jí vynesl skotskou televizní cenu BAFTA Scotland za nejlepší televizní herecký debut a také cenu za nejlepší ženský herecký výkon na filmovém festivalu v Bratislavě v roce 2004. Hrála také v britské mýdlové opeře ze skotského prostředí River City.